# Heinrich II. von Minden
Heinrich II. von Minden († 20. Juli 1209 in Minden) war von 1206 bis zum 20. Juli 1209 Bischof von Minden.

## Leben
In seiner kurzen Amtszeit als Bischof von Minden übertrug er dem Kloster Loccum den Zehnten in Groß-Barlingen. Adolf von Flotowe verlieh er 1209 den Hof von Veltheim, dieser gab den Hof aber später der Kirche von Minden zurück. Erwähnt wird weiterhin, dass er einen Streit zwischen einem Domkanonikus Heinrich von Rastorpe und einem Ministerialen aus Minden entschied. Es ging um ein Gut Verdesessen.